# Limba (album)
Limba è il terzo album dei Tazenda, pubblicato nel 1992 dalla Visa Record.

## Il disco
Vanta la partecipazione del cantautore Fabrizio De André, il quale, oltre ad essere coautore di Pitzinnos in sa gherra, canta alcune strofe in'Etta abba, chelu. Proprio con Pitzinnos in sa gherra hanno nuovamente partecipato al Festival di Sanremo.
Sono invece stati ospiti al Festivalbar con Preghiera semplice, una canzone molto particolare poiché è cantata in ben quattro lingue: sardo, italiano, inglese e giapponese antico. Segue ad essa Deus ti salvet Maria, che è un'altra canzone tradizionale sarda reinterpretata dai Tazenda.

## Tracce
Testi e musiche di Gino Marielli, eccetto dove indicato.
1. Limba – 5:26
2. Pitzinnos in sa gherra – 4:21 (testo: Marielli, De André)
3. S'ispera manna – 4:45
4. Non la giamedas Maria – 4:25
5. Vai (senza di noi) – 4:31 (testo: Marielli, Governi – musica: Carlo Siliotto)
6. Suite: Preghiera semplice – 5:56
7. Deus ti salvet Maria – 1:22 (testo: canto popolare)
8. Sa festa – 3:05
9. 'Etta abba, chelu – 4:37
10. Astrolicamus – 5:03
11. Bettamus intro a nois – 3:41

## Formazione
Tazenda
- Andrea Parodi – voce
- Gigi Camedda – tastiera, voce
- Gino Marielli – chitarra, voce

Altri musicisti
- Fabrizio De André – voce in 'Etta abba, chelu
- Giorgio Ghiglieri – programmazione
- Claudio Golinelli – basso
- Lele Melotti – batteria, percussioni